# John White Alexander
John White Alexander (Allegheny City, 1856 – New York, 1918) è stato un illustratore statunitense.
Inizialmente illustratore dell'Harper's Magazine, trascorse un periodo in Europa (1881-1887).
Le opere migliori di Alexander furono ritratti di donne, ma fu pure costumista teatrale.